# La Chapelle-sous-Brancion
La Chapelle-sous-Brancion är en kommun i departementet Saône-et-Loire i regionen Bourgogne-Franche-Comté i östra Frankrike. Kommunen ligger i kantonen Tournus som tillhör arrondissementet Mâcon. År 2022 hade La Chapelle-sous-Brancion 142 invånare.

## Befolkningsutveckling
Antalet invånare i kommunen La Chapelle-sous-Brancion
| Referens: INSEE |